# Фридман (населённый пункт)
Фри́дман — железнодорожная станция (населённый пункт) в Партизанском городском округе Приморского края.

## Этимология
Названа в честь начальника строительства Фридмана, в 1930-е годы руководил работами по реконструкции железнодорожной линии Угольная — Сучан.

## География
Станция Фридман стоит в верховьях реки Моленная (правый приток реки Тигровая, бассейн реки Партизанская).
Дорога к станции Фридман идёт на северо-запад от Партизанска через ж/д разъезд Красноармейский, расстояние по автодороге до центральной части города около 22 км.

## Население
| 2002 | 2010 |
| ---- | ---- |
| 182  | ↘99  |

## Улицы
В населённом пункте имеются две улицы: Д. Стенько и Железнодорожная.

## Транспорт
В населённом пункте находится станция Фридман Владивостокского отделения Дальневосточной железной дороги.